# Nuoto in acque libere ai campionati mondiali di nuoto 2007
Le competizioni di nuoto in acque libere ai Campionati mondiali di nuoto 2007 si sono svolte dal 18 al 25 marzo 2007. Erano iscritti alle gare 202 nuotatori, di questi 195 hanno effettivamente partecipato.

## Calendario
| Finali |

| Marzo/Aprile |                              |    |                     |                    |    |    |    |                                |    |    |    |    |    |    |    |
| 17           | 18                           | 19 | 20                  | 21                 | 22 | 23 | 24 | 25                             | 26 | 27 | 28 | 29 | 30 | 31 | 01 |
|              | 5 km femminile 5 km maschile |    | 10 km femminile --- | --- 10 km maschile |    |    |    | 25 km femminile 25 km maschile |    |    |    |    |    |    |    |

## Podi

### Uomini
| Evento           | Oro              | Perform.   | Argento          | Perform.   | Bronzo              | Perform.   |
| 5 km (dettagli)  | Thomas Lurz      | 56'49"6    | Evgenij Dratcev  | 56'50"7    | Spyridōn Gianniōtīs | 56'56"6    |
| 10 km (dettagli) | Vladimir Djatčin | 1:55'32"52 | Thomas Lurz      | 1:55'32"58 | Evgenij Dratcev     | 1:55'47"31 |
| 25 km (dettagli) | Jurij Kudinov    | 5:16'45"55 | Marco Formentini | 5:18'36"80 | Mohamed Zanaty      | 5:19'23"23 |

### Donne
| Evento           | Oro             | Perform.   | Argento                | Perform.   | Bronzo                | Perform.   |
| 5 km (dettagli)  | Larisa Il'čenko | 1:00'41"3  | Ekaterina Seliverstova | 1:00'43"6  | Kate Brookes-Peterson | 1:00'47"9  |
| 10 km (dettagli) | Larisa Il'čenko | 2:03'57"9  | Cassandra Patten       | 2:03'58"9  | Kate Brookes-Peterson | 2:03'59"5  |
| 25 km (dettagli) | Britta Kamrau   | 5:37'11"66 | Kalyn Keller           | 5:39'39"62 | Ksenija Popova        | 5:39'51"51 |

## Medagliere
| Posizione | Paese         |   |   |   | Totale |
| --------- | ------------- | - | - | - | ------ |
| 1         | Russia        | 4 | 2 | 2 | 8      |
| 2         | Germania      | 2 | 1 | 0 | 3      |
| 3         | Australia     | 0 | 0 | 2 | 2      |
| 4         | Gran Bretagna | 0 | 1 | 0 | 1      |
| 4         | Italia        | 0 | 1 | 0 | 1      |
| 4         | Stati Uniti   | 0 | 1 | 0 | 1      |
| 7         | Grecia        | 0 | 0 | 1 | 1      |
| 7         | Egitto        | 0 | 0 | 1 | 1      |
| Totale    | Totale        | 6 | 6 | 6 | 18     |

## Trofeo dei campionati
Il trofeo dei campionati mondiali di nuoto di fondo viene assegnato alla nazione che ottiene, nel complesso, i migliori piazzamenti: viene stilata una classifica a punti per i primi 12 classificati di ciascuna gara e i punti vengono sommati senza scarti, facendo poi il totale dei nuotatori maschi e femmine. I punti vengono assegnati così (dal primo al dodicesimo posto:) 18, 16, 14, 12, 10, 8, 6, 5, 4, 3, 2, 1. Se due o più nuotatori arrivano a pari merito viene calcolata la media dei punti assegnati per quelle posizioni.
| Posto | Nazione       | Totale | Uomini | Donne |
| ----- | ------------- | ------ | ------ | ----- |
| 1     | Russia        | 156    | 70     | 86    |
| 2     | Germania      | 108    | 46     | 62    |
| 3     | Australia     | 54     | 20     | 34    |
| 4     | Italia        | 43     | 31     | 12    |
| 5     | Stati Uniti   | 33     | 12     | 21    |
| 6     | Rep. Ceca     | 27     | 3      | 24    |
| 7     | Egitto        | 26     | 26     | 0     |
| 8     | Gran Bretagna | 23     | 5      | 18    |
| 9     | Paesi Bassi   | 22     | 19     | 3     |
| 10    | Spagna        | 19     | 16     | 3     |
| 11    | Grecia        | 14     | 14     | 0     |
| 12    | Brasile       | 13     | 0      | 13    |
| 13    | Bulgaria      | 9      | 9      | 0     |
| 14    | Svezia        | 8      | 0      | 8     |
| 14    | Ucraina       | 8      | 8      | 0     |
| 14    | Belgio        | 8      | 8      | 0     |
| 17    | Francia       | 5      | 5      | 0     |
| 17    | Ungheria      | 5      | 5      | 0     |
| 19    | Slovenia      | 4      | 0      | 4     |
| 19    | Polonia       | 4      | 0      | 4     |
| 21    | Cina          | 2      | 0      | 2     |